# When the Bough Breaks
When the Bough Breaks es una película estadounidense de thriller psicológico dirigida por Jon Cassar y escrita por Jack Olsen y Karl Gajdusek. La película está protagonizada por Morris Chestnut, Regina Hall y Theo Rossi. El rodaje comenzó el 2 de febrero de 2015, en Nueva Orleans. La película fue estrenada el 9 de septiembre de 2016.

## Reparto
- Morris Chestnut como John Taylor.[1]
- Regina Hall como Laura Taylor.[1]
- Theo Rossi[2]
- Jaz Sinclair[3]

## Producción
El 29 de octubre de 2014, Screen Gems de Sony contrató a Jon Cassar para dirigir el thriller When the Bough Breaks, que Robert Shaye y Michael Lynne se propusieron producir. El 18 de noviembre de 2014, Morris Chestnut y Regina Hall se añadieron al elenco para interpretar los papeles principales. El 16 de diciembre de 2014, Jaz Sinclair firmó un contrato para protagonizar la película. El 8 de enero de 2015, Theo Rossi fue agregado a la película.

### Rodaje
La producción estableció primero comenzar a finales de enero de 2015, en Nueva Orleans, Louisiana. El rodaje comenzó el 2 de febrero de 2015, en Nueva Orleans. Más tarde confirmado por Screen Gems el 11 de febrero. La filmación fue tomada en St. Charles Avenue a principios de marzo, y fue programado para terminar a mediados de marzo de 2015.

## Estreno
La película se estrenó el 9 de septiembre de 2016. El 30 de marzo de 2015, Screen Gems anunció que la película se estrenaría el 16 de septiembre de 2016.